# HIPO-korpset

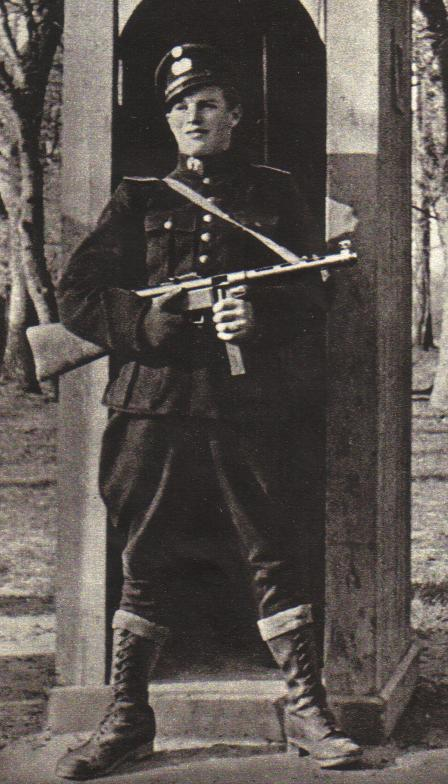
Oficial de l'HIPO de servei a l'escola Schalburg, a Høveltegård.

L'HIPO-korpset fou un cos de policia auxiliar danès, establert per la Gestapo el 19 de setembre de 1944, quan es va dissoldre la policia civil danesa i la majoria dels seus oficials van ser arrestats i deportats a camps de concentració a Alemanya. La majoria dels membres de l'HIPO van ser reclutats entre les files dels col·laboradors nazis danesos. La paraula HIPO és una abreviatura de la paraula alemanya Hilfspolizei ("policia auxiliar").
L'objectiu de l'HIPO era ajudar la Gestapo com a unitat de policia auxiliar. HIPO es va organitzar en línies força semblants, a la Gestapo. Alguns homes anaven uniformats de negre amb insígnies de la policia danesa per tal de ser visibles mentre que altres treballaven d'amagat vestits de paisà. La diferència principal era que la majoria de la Gestapo eren alemanys que treballaven en un país ocupat, mentre que l'HIPO estava format completament per danesos que treballaven per als ocupants alemanys.
La subdivisió més coneguda de l'HIPO fou el departament de designació 9c o grup Lorenzen, conegut popularment així pel seu cap, Jørgen Lorenzen.
Els dos líders de l'HIPO eren tots dos antics policies, primer Erik Victor Petersen, que era l'antic cap del servei d'intel·ligència de Schalburgkorps i que va ser assassinat pel grup de la resistència danesa Holger Danske el 19 d'abril de 1945. El va succeir Octavius Norreen.